# Noordkaaptunnel
De Noordkaaptunnel (Noors: Nordkapptunnelen) is een tunnel onder het Magerøysundet, een zeestraat die het eiland Magerøya scheidt van het vasteland. De tunnel werd gebouwd tussen 1993 en 1999 en is 6,9 kilometer lang. De Noordkaaptunnel bereikt een maximale diepte van 212 meter onder de zeespiegel. Voor de tunnel werd gebouwd was er een veerverbinding tussen Kåfjord en Honningsvåg.
De tunnel is vernoemd naar de Noordkaap, het zogenaamd noordelijkste punt van Europa dat op het Magerøya gelegen is. De noordkaaptunnel is een onderdeel van de E69.
De tunnel is voorzien van "koudepoorten" (Kuldeport in het Noors). In de winter worden deze poorten gesloten om te vermijden dat het water bevriest dat van de rotswanden in de tunnel loopt. De poorten openen automatisch als er zich een auto aandient en zijn in de zomer permanent open.